# Ablepharus pannonicus
Ablepharus pannonicus är en ödleart som beskrevs av  Leopold Fitzinger 1823. Ablepharus pannonicus ingår i släktet Ablepharus och familjen skinkar. Inga underarter finns listade i Catalogue of Life.
Denna skink kännetecknas av en långsmal kropp med mjuka fjäll samt av små extremiteter. Grundfärgen är brunaktig eller kopparfärgad med inslag av grönt. Flera exemplar har en svart strimma på varje kroppssida som har mer eller mindre breda vita kanter. Hos Ablepharus pannonicus är övre och nedre ögonlocket sammanlänkade med varandra och genomskinliga. Ögonlocken kan inte röras.
Arten förekommer i västra och centrala Asien från Syrien till Kirgizistan, Pakistan och nordvästra Indien samt söderut till norra Arabiska halvön. Habitatet utgörs bland annat av skogar i bergstrakter.
Antagligen letar Ablepharus pannonicus under dagen efter föda som utgörs av insekter och andra ryggradslösa djur. Honor lägger ägg. Troligen liknar levnadssättet andra skinkars beteende.